# Porroglossum meridionale
Porroglossum meridionale är en orkidéart som beskrevs av Pedro Ortiz Valdivieso. Porroglossum meridionale ingår i släktet Porroglossum och familjen orkidéer. Inga underarter finns listade i Catalogue of Life.